# Prangos macrocarpa
Prangos macrocarpa är en flockblommig växtart som beskrevs av Pierre Edmond Boissier. Prangos macrocarpa ingår i släktet Prangos och familjen flockblommiga växter. Inga underarter finns listade i Catalogue of Life.